# 不倫瑞克宮

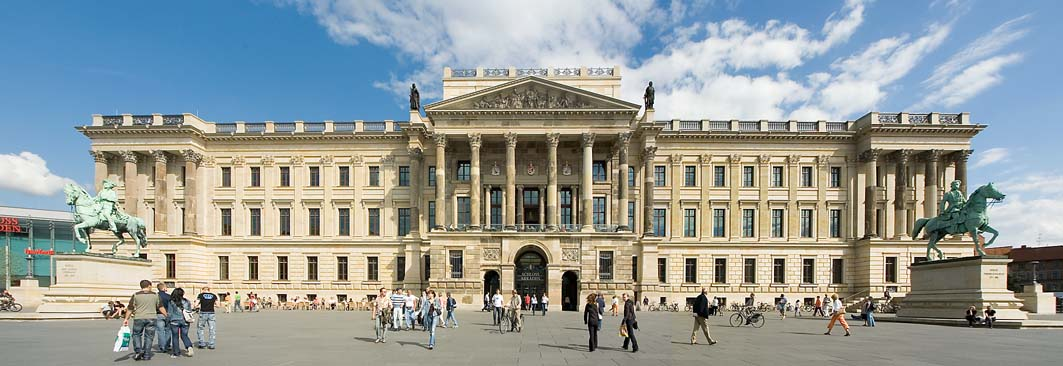

不倫瑞克宮（德語：Braunschweiger Schloss） 是位於德國下薩克森州城市不倫瑞克市中心的一座宮殿建築。在1753年至1918年11月8日期間，這裡曾是不倫瑞克公爵的住所。不倫瑞克宮始建於1718年。1830年被燒毀，1841年完成重建。二戰期間不倫瑞克宮被毀，戰後再次重建。

## 外部連結
- Photo gallery of the construction of the Palace Arcades in Brunswick （德文）

52°15′47″N 10°31′38″E / 52.26306°N 10.52722°E